# Thomas Etzemüller
Thomas Etzemüller (* 1966) ist ein deutscher Historiker, der sich insbesondere mit der Kultur- und Wissenschaftsgeschichte seit 1800 befasst. Er ist Professor für Europäische Geschichte des 19. bis 21. Jahrhunderts unter besonderer Berücksichtigung der Kulturgeschichte der Moderne an der Universität Oldenburg.

## Leben und Wirken
Thomas Etzemüller studierte Geschichte, empirische Kulturwissenschaften, Kunstgeschichte und Filmwissenschaft an der Universität Tübingen und der Universität Stockholm. Seine Promotion erfolgte im Jahr 2000 bei Anselm Doering-Manteuffel an der Universität Tübingen mit einer Arbeit über Werner Conze und die Neuorientierung der westdeutschen Geschichtwissenschaft nach 1945. Er war danach bis 2002 Forschungsstipendiat der Deutschen Forschungsgemeinschaft (DFG). Nach einer Tätigkeit als Assistent und wissenschaftlicher Mitarbeiter an der Universität Tübingen hatte er von 2003 bis 2009 eine Juniorprofessur an der Universität Oldenburg inne. Dort habilitierte er sich 2010 mit einer Schrift über Social Engineering in Schweden am Beispiel von Alva und Gunnar Myrdal. Er erhielt die Lehrberechtigung für Neuere und Neueste Geschichte.
Von 2009 bis 2015 war er Heisenberg-Stipendiat der DFG. In den Jahren 2014 und 2015 übernahm er eine Vertretungsprofessur an der Universität München am Lehrstuhl von Margit Szöllösi-Janze und war kurze Zeit Gastwissenschaftler am Max-Planck-Institut für Wissenschaftsgeschichte in Berlin. Nach einer anschließenden Tätigkeit als wissenschaftlicher Mitarbeiter an der Universität Oldenburg erhielt er dort 2017 zunächst eine bis 2022 befristete Professur für Kulturgeschichte der Moderne unter besonderer Berücksichtigung Nordeuropas. Seit 2022 ist er an dieser Universität Professor für Europäische Geschichte des 19. bis 21. Jahrhunderts unter besonderer Berücksichtigung der Kulturgeschichte der Moderne.
Seine Forschungsschwerpunkte sind die europäische Kulturgeschichte seit 1800, die Wissenschaftsforschung und die Theorie und Geschichte der Geschichtswissenschaft.
Seine Publikationen erfuhren zahlreiche Rezensionen in der FAZ und H-Soz-Kult sowie in Fachzeitschriften wie Das Historisch-Politische Buch, Historische Zeitschrift, IASL-Online, Neue Politische Literatur, Sehepunkte, Vierteljahrschrift für Sozial- und Wirtschaftsgeschichte und Zeitschrift für Geschichtswissenschaft.

## Publikationen (Auswahl)

### Als Autor
- Sozialgeschichte als politische Geschichte. Werner Conze und die Neuorientierung der westdeutschen Geschichtswissenschaft nach 1945 (= Ordnungssysteme. Bd. 9). Oldenbourg, München 2001, ISBN 3-486-56581-8 (Zugl. Dissertation, Universität Tübingen).
- 1968 – Ein Riss in der Geschichte? Gesellschaftlicher Umbruch und 68er-Bewegungen in Westdeutschland und Schweden. UVK Verlag, Konstanz 2005, ISBN 3-89669-705-6.
- Ein ewigwährender Untergang. Der apokalyptische Bevölkerungsdiskurs im 20. Jahrhundert. Transcript, Bielefeld 2007, ISBN 978-3-89942-397-6.
- Die Romantik der Rationalität. Alva & Gunnar Myrdal – Social Engineering in Schweden. Transcript, Bielefeld 2010, ISBN 978-3-8376-1270-7.
- Biographien. Lesen – erzählen – erforschen. Campus Verlag, Frankfurt/New York 2012, ISBN 978-3-593-39741-2.
- Alva and Gunnar Myrdal. Social Engineering in the Modern World. Lanham/MD u. a. 2014, ISBN 978-0-7391-8874-3.
- Auf der Suche nach dem Nordischen Menschen. Die deutsche Rassenanthropologie in der modernen Welt. Transcript, Bielefeld 2015, ISBN 978-3-8376-3183-8.
- Henning von Rittersdorf. Das Deutsche Schicksal. Erinnerungen eines Rassenanthropologen. Eine Doku-Fiktion. Transcript, Bielefeld 2021, ISBN 978-3-8376-5936-8.
- Landschaft und Nation. Rhein – Dalarna – England. Transcript, Bielefeld 2022, ISBN 978-3-8376-6100-2.
- "Heroische Moderne". Ambivalenz einer Epoche, Bielefeld 2025, ISBN 978-3-8376-7765-2.

### Als Herausgeber
- mit Jan Eckel: Neue Zugänge zur Geschichte der Geschichtswissenschaft. Wallstein Verlag, Göttingen 2007, ISBN 978-3-8353-0079-8.
- Die Ordnung der Moderne. Social Engineering im 20. Jahrhundert. Transcript, Bielefeld 2009, ISBN 978-3-8376-1153-3.
- Vom „Volk“ zur „Population“. Interventionistische Bevölkerungspolitik in der Nachkriegszeit. Verlag Westfälisches Dampfboot, Münster 2015, ISBN 978-3-89691-719-5.
- mit Thomas Alkemeyer, Nikolas Buschmann: Gegenwartsdiagnosen. Kulturelle Formen gesellschaftlicher Selbstproblematisierung in der Moderne. Transcript, Bielefeld 2019, ISBN 978-3-8376-4134-9.
- Der Auftritt. Performanz in der Wissenschaft. Transcript, Bielefeld 2019, ISBN 978-3-8376-4659-7.